# 래리 엘리슨
로렌스 조셉 "래리" 엘리슨(영어: Lawrence Joseph "Larry" Ellison, 1944년 8월 17일 ~ )은 오라클의 설립자이자 CEO이다. 2014년 기준 세계 5위의 부자이며, '실리콘밸리의 악동'으로 불릴만큼 사치스런 생활과 기행으로 잘 알려져 있다. 영화 아이언 맨 2에 카메오 출연하기도 했다. 딸 메건 엘리슨은 안나푸르나 픽처스 대표, 아들 데이비드 엘리슨은 스카이댄스 픽처스 대표이다.